# Kahlenberg
Kahlenberg är ett berg i Österrike.   Det ligger i  förbundslandet Wien, i den östra delen av landet, 8 km norr om huvudstaden Wien. Toppen på Kahlenberg är 484 meter över havet, eller 40 meter över den omgivande terrängen. Bredden vid basen är 0,88 km.
Terrängen runt Kahlenberg är platt österut, men västerut är den kuperad. Runt Kahlenberg är det mycket tätbefolkat, med 3 623 invånare per kvadratkilometer.. Närmaste större samhälle är Wien, 8,1 km söder om Kahlenberg. 
Runt Kahlenberg är det i huvudsak tätbebyggt.